# Marco Rossi (labdarúgó, 1978)
Marco Rossi (Seravezza, 1978. április 1. –) olasz utánpótlás-válogatott labdarúgó.

## Pályafutása

### Klubcsapatokban
Rossi közel húsz éves pályafutása során csak olasz csapatokban játszott. 2001-ben a Fiorentinával olasz kupagyőztes lett. 2003-tól egészen 2013-as visszavonulásáig közel háromszáz bajnoki mérkőzésen lépett pályára a Genoa színeiben.

### Válogatottban
Tagja volt annak az U21-es olasz válogatottnak, amely 2000-ben megnyerte az Európa-bajnokságot.

### Sikerei, díjai
- ACF Fiorentina
  - Olasz labdarúgókupa: 2000-01
- Olaszország U21
  - U21-es labdarúgó-Európa-bajnokság: 2000